# إنريكي غيبهارد
إنريكي غيبهارد (بالإسبانية: Enrique Gebhard)‏ هو مهندس معماري ورسام تشيلي، ولد في 19 ديسمبر 1909 في ترايجوين في تشيلي، وتوفي في 21 مايو 1978 في سانتياغو في تشيلي.